# Dope D.O.D.
Dope D.O.D. ist eine Hip-Hop-Gruppe aus dem niederländischen Groningen, bestehend aus den Mitgliedern Jay Reaper und Skits Vicious. Ihr Musikstil ist geprägt durch englische Raptexte und aggressive Dubstep-Beats.

## Geschichte
Die Gruppe wurde 2011 durch das Video zum Song What Happened bekannt, das auf der Videoplattform Youtube mehr als 23 Millionen Aufrufe erlangte (Stand: September 2016). 2013 wurde ihr für das Album Branded der European Border Breakers Award verliehen. Mitgründer Dopey Rotten verließ die Gruppe im Juni 2015.

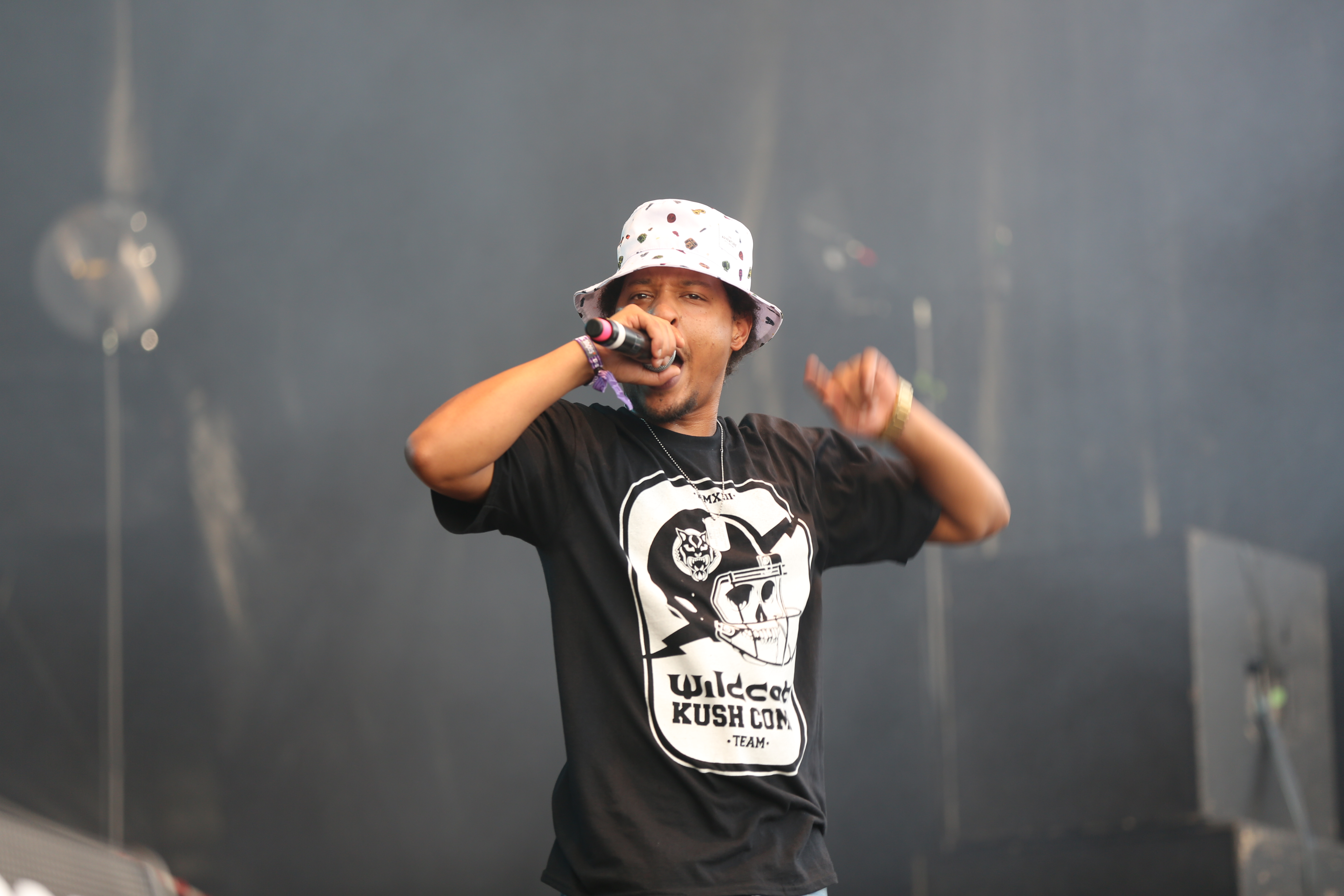
Jay Reaper von Dope D.O.D. beim Out4Fame-Festival 2016
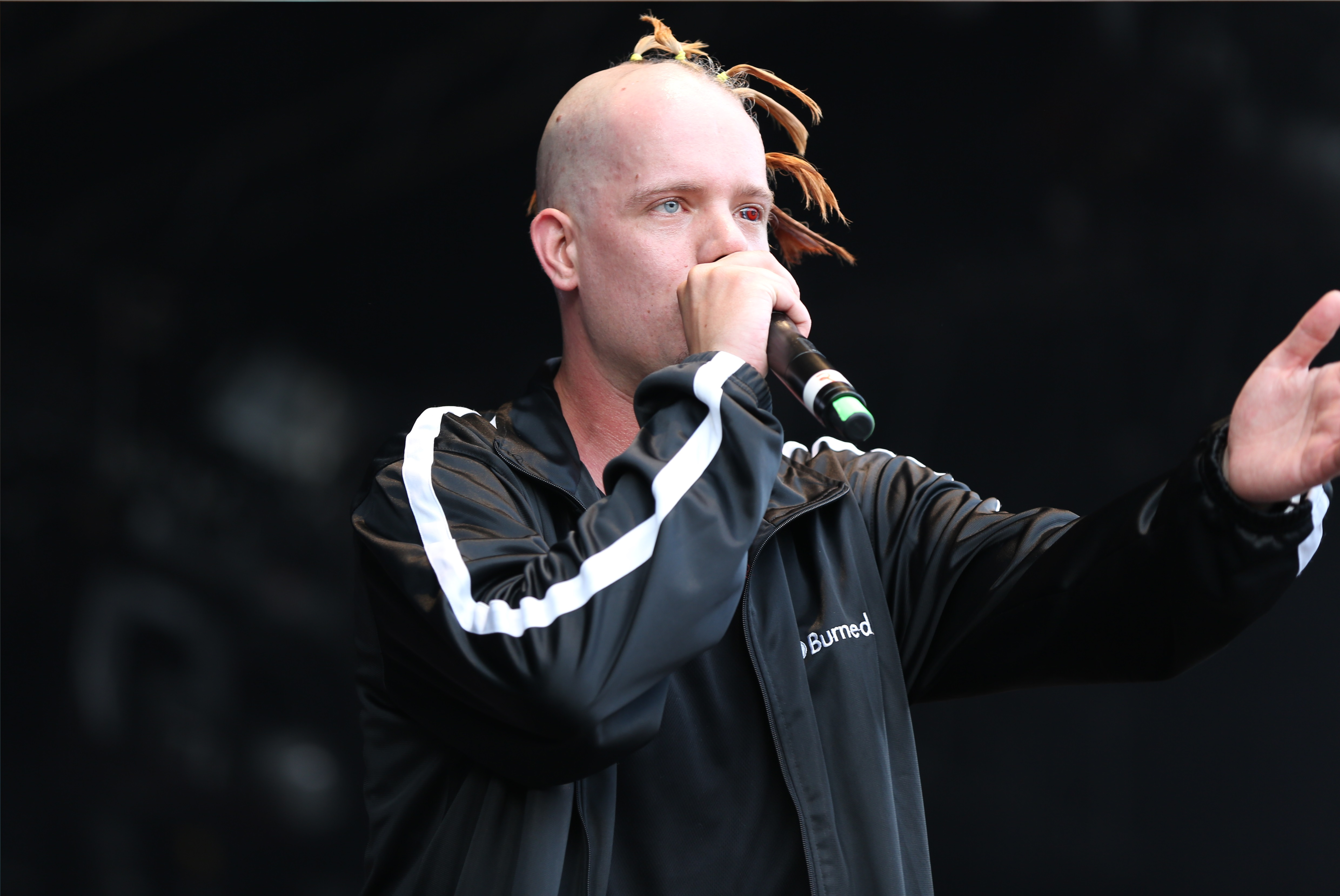
Skits Vicious von Dope D.O.D. beim Out4Fame-Festival 2016
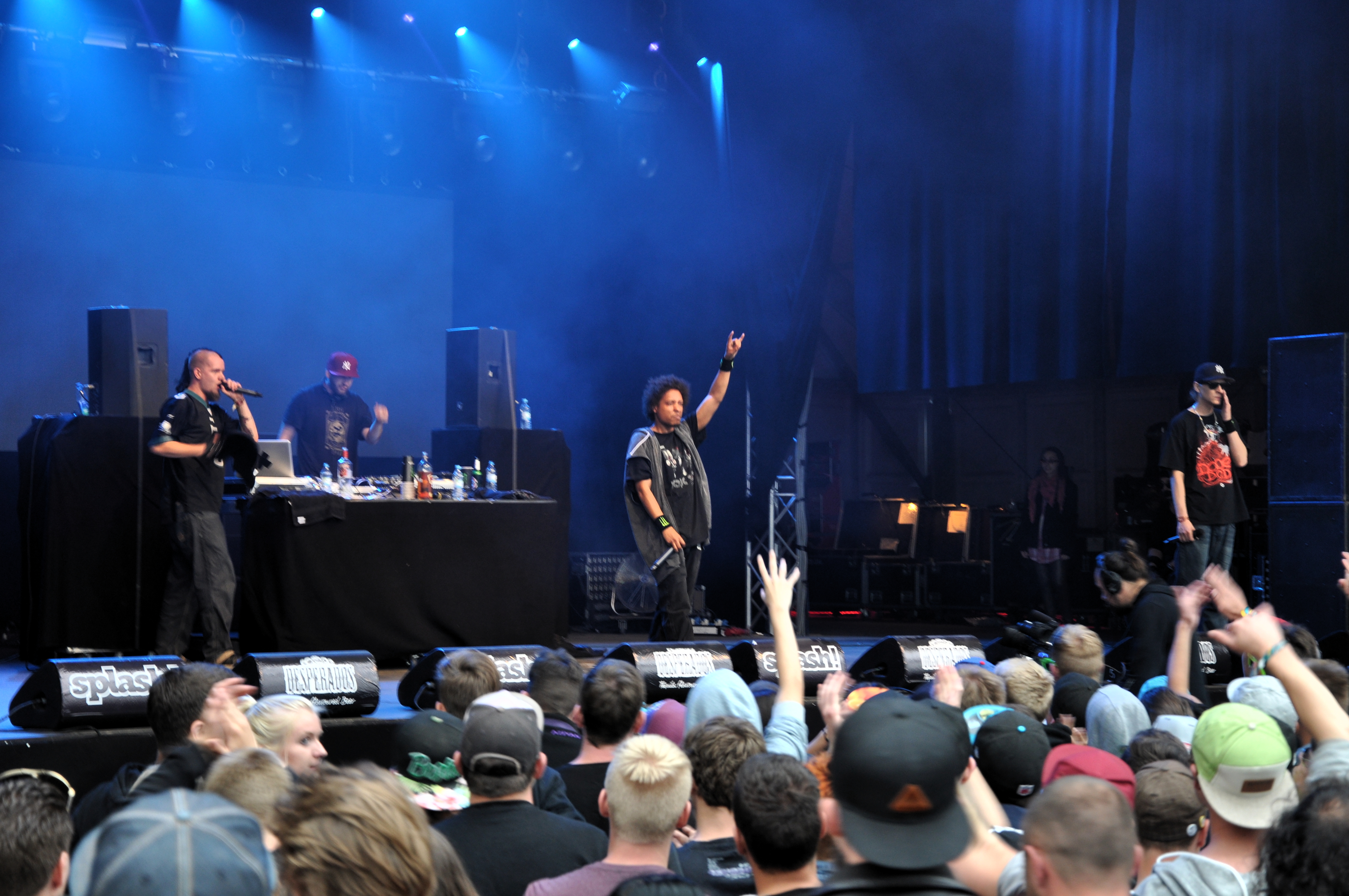
Dope D.O.D. auf dem splash!-Festival 2013

## Diskografie

### Alben
- 2011: Branded
- 2013: Da Roach
- 2014: Master Xploder
- 2016: Acid Trap
- 2017: Shotgunz In Hell (mit Onyx)
- 2019: Do Not Enter
- 2021: The Whole Planet Shifted